# 唐笠站

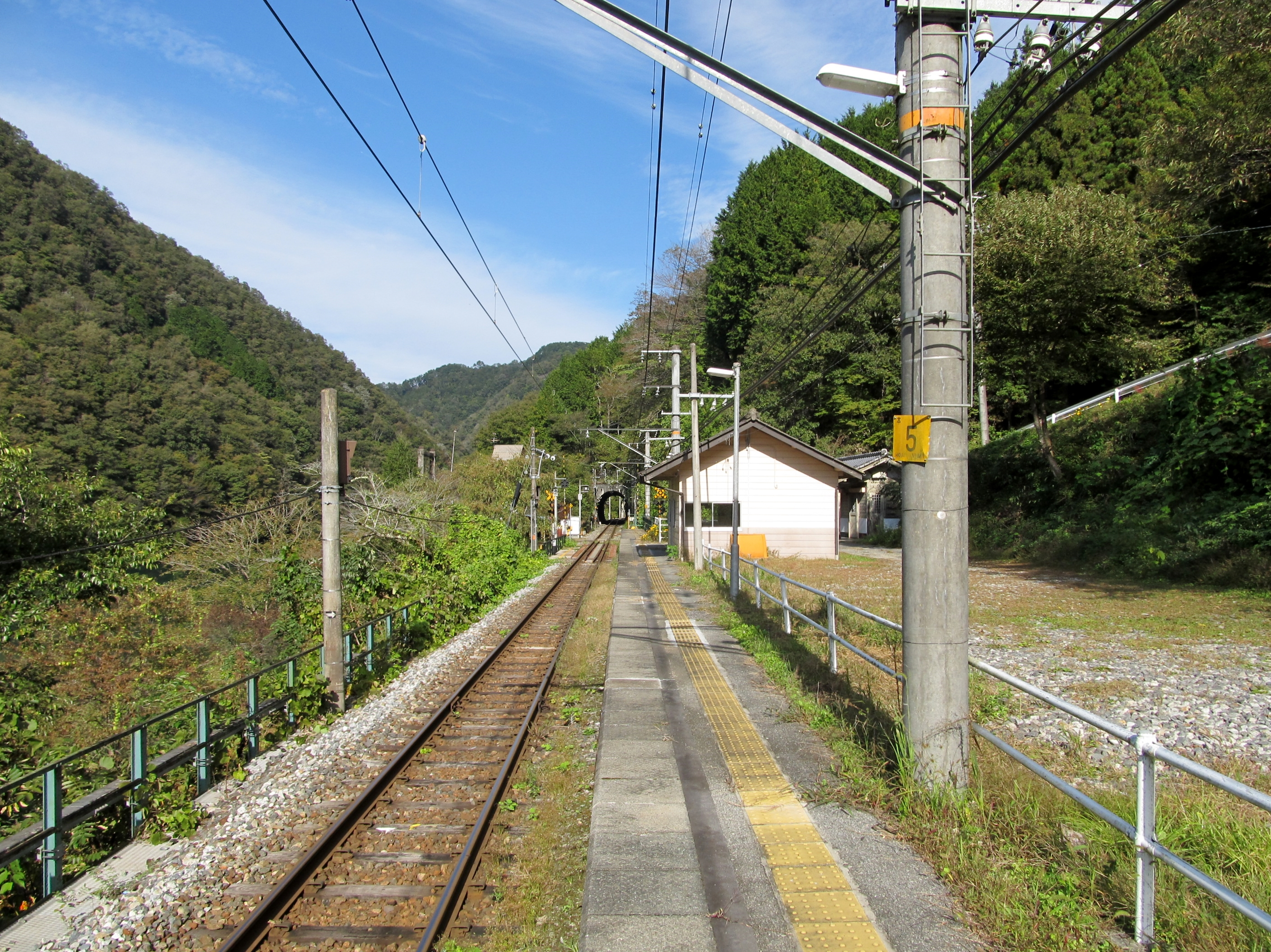
月台(2022年10月)

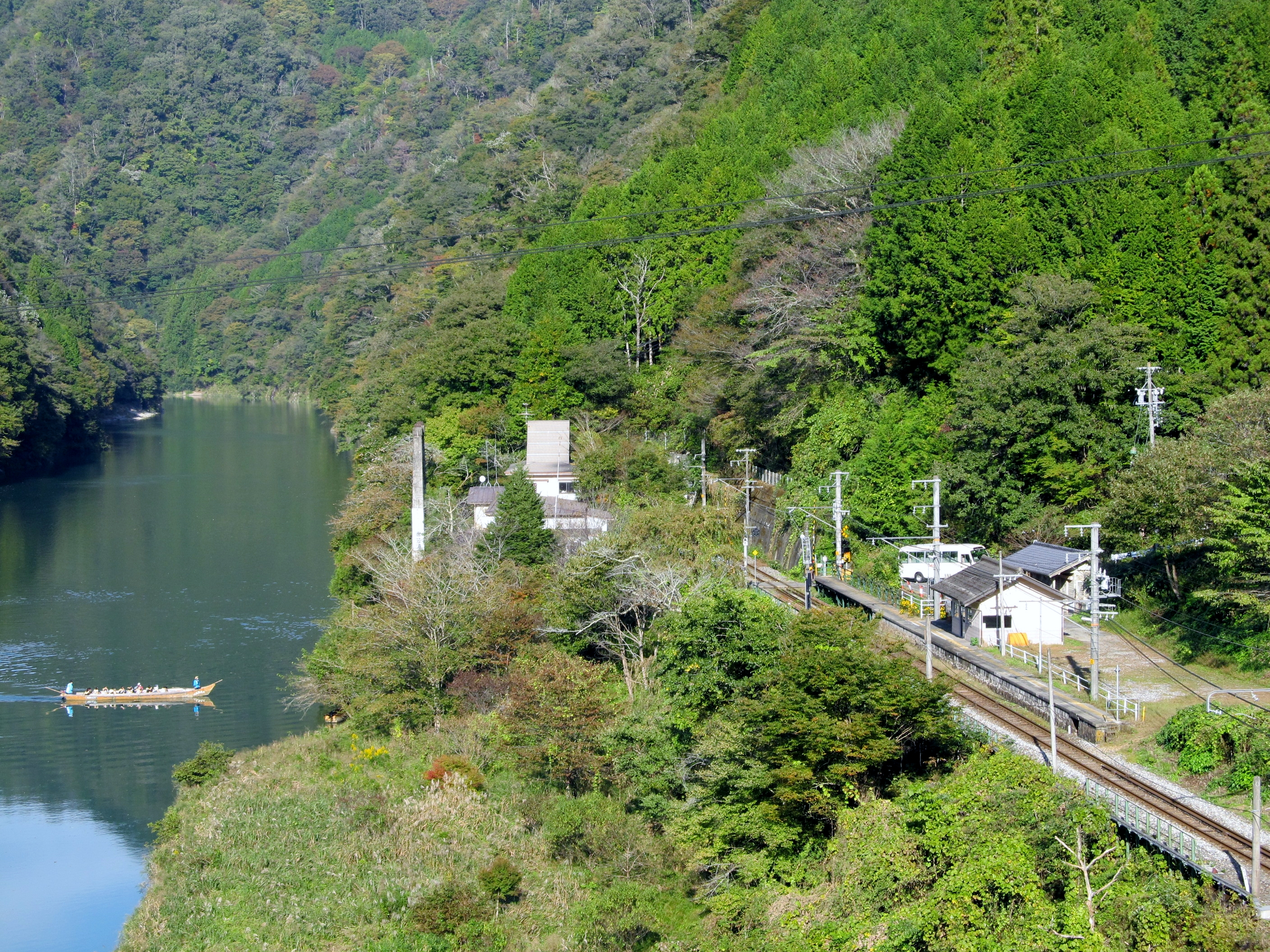
車站遠景與天龍川(2022年10月)

唐笠站（日语：／ Karakasa eki */?）是位於長野縣下伊那郡泰阜村唐笠，屬於東海旅客鐵道（JR東海）的飯田線車站。本站位於唐笠港旁，在觀光季節時候，來自天龍線下行下船處的乘客會前往此站返回天龍峽。

## 歷史
- 1932年（昭和7年）10月30日 - 三信鐵道（日语：三信鉄道）門島站至天龍峽站之間開通，此站啟用（唐笠停留場）[1]。
- 1943年（昭和18年）8月1日 - 三信鐵道被國有化，成為飯田線的一部分。同時升級至車站，名為唐笠站。
  - 當時，此站只可來往東海道本線濱松至名古屋之間各站，飯田線各站和中央本線上諏訪至鹽尻之間各站和松本站的乘客使用。
- 1954年（昭和29年）12月1日 - 東京都區內各站和長野站的乘客可前往此站。
- 1971年（昭和46年）4月1日 - 廢除旅客車站的限制。
- 1987年（昭和62年）4月1日 - 伴隨國鐵分割民營化，車站由東海旅客鐵道（JR東海）營運。
- 2013年（平成25年）
  - 9月 - 受到颱風萬宜影響，平岡站至天龍峽站之間暫停營業，使用巴士代行。
  - 10月10日 - 天龍峽站至平岡站之間重開。

## 車站構造
本站是地面車站，設有1面1線單式月台。

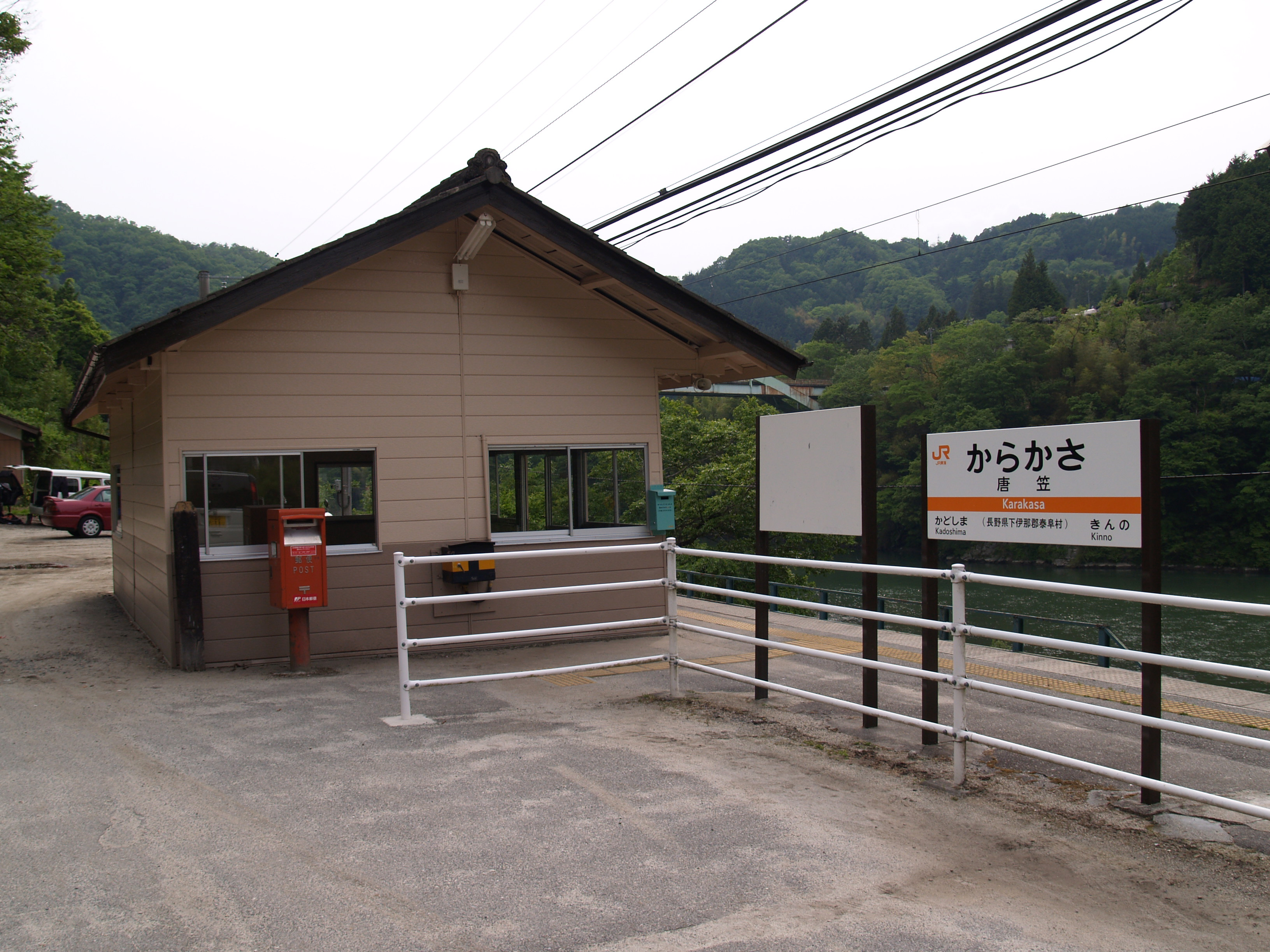
站房(2010年5月)

此站是由飯田站管理的無人車站。本站沒有設置站房，在車站前方設有天龍線下行的下船處，在該處設有比較大的候車室。

## 使用狀況
根據「長野縣統計書」，以下為1日平均乘車人次列表：
| 年度 | 1日平均 乘車人次 |
| ---- | ---------------- |
| 2007 | 48               |
| 2009 | 57               |
| 2010 | 62               |
| 2011 | 51               |
| 2012 | 36               |
| 2013 | 24               |
| 2014 | 18               |
| 2015 | 19               |
| 2016 | 18               |
| 2017 | 14               |

## 車站周邊
- 天龍川
- 天龍線下行下船處。此站距離唐笠港最近（從車站步行2分鐘）[1]。
- 經過鐵橋跨過對面岸為下條村[1]。
- 長野縣道64號天龍公園阿智線（日语：長野県道64号天竜公園阿智線）

## 相鄰車站
東海旅客鐵道（JR東海）
 飯田線
■快速（只有上行班次）、■普通
門島－唐笠－金野（※）－千代（※）－天龍峽
（※）部分普通列車通過金野站（下行該列車會通過千代站）。

## 注腳
1. 1 2 3 4 5 6 7 8 9 10 11 12 13 14 15  信濃毎日新聞社出版部. . 信濃毎日新聞社. 2011-07-24: 226. ISBN 9784784071647.
2. ↑   (PDF). 長野縣企画振興部情報政策課統計室.   [2019-03-15]. （原始内容 (PDF)存档于2019-03-25） （日语）.
3. ↑   (PDF). 長野縣企画振興部情報政策課統計室.   [2020-03-14]. （原始内容 (PDF)存档于2021-01-15） （日语）.